# رياضيون من الكويت في دورة الألعاب الأولمبية الصيفية للشباب 2010
الرياضيون من الكويت شاركوا في الألعاب الأولمبية الصيفية للشباب 2010 في سنغافورة. ومع ذلك، تنافس الرياضيون الكويتيون تحت علم الأولمبياد حيث تم تعليق اللجنة الأولمبية الكويتية من قبل اللجنة الأولمبية الدولية في يناير 2010 بسبب التدخل الحكومي.

## الميداليات
| ميدالية | الاسم              | الرياضة | الحدث           | التاريخ  |
| ------- | ------------------ | ------- | --------------- | -------- |
| برونزية | Abdullah Altuwaini | السباحة | 50 متر ظهر شباب | 18 أغسطس |

## ألعاب القوى

### الفتيان
سباقات المضمار والطرق
| الرياضيون | الحدث               | التصفيات | التصفيات | النهائي | النهائي |
| الرياضيون | الحدث               | النتيجة  | الترتيب  | النتيجة | الترتيب |
| --------- | ------------------- | -------- | -------- | ------- | ------- |
| يوسف كرم  | 400 متر حواجز فتيان | DNS qC   | DNS qC   | DNS     | DNS     |

## الرماية
البندقية
| الرياضي    | الحدث                    | التصفيات | التصفيات   | التصفيات | النهائي | النهائي | النهائي |
| الرياضي    | الحدث                    | النتيجة  | جولة فاصلة | الترتيب  | النتيجة | المجموع | الترتيب |
| ---------- | ------------------------ | -------- | ---------- | -------- | ------- | ------- | ------- |
| حصة الزايد | بندقية هوائية 10 م فتيات | 391      | 51.4       | 8 Q      | 101.7   | 492.7   | 8       |

## السباحة
| الرياضيون        | الحدث             | التصفيات | التصفيات | نصف النهائي | نصف النهائي | النهائي  | النهائي  |
| الرياضيون        | الحدث             | الزمن    | الترتيب  | الزمن       | الترتيب     | الزمن    | الترتيب  |
| ---------------- | ----------------- | -------- | -------- | ----------- | ----------- | -------- | -------- |
| عبد الله الطويني | 100 متر حرة فتيان | 52.74    | 30       | لم يتأهل    | لم يتأهل    | لم يتأهل | لم يتأهل |
| عبد الله الطويني | 200 متر حرة فتيان | DNS      | DNS      |             |             | لم يتأهل | لم يتأهل |
| عبد الله الطويني | 50 متر ظهر فتيان  |          |          | 26.62       | 4 Q         | 26.46    |          |
| عبد الله الطويني | 100 متر ظهر فتيان | 57.88    | 10 Q     | 57.41       | 8 Q         | DSQ      | DSQ      |

## وصلات خارجية
- قائمة المتنافسين: الكويت[وصلة مكسورة]

قالب:NOCin2010SummerYouthOlympics